# Dark City
A Dark City 1998-ban bemutatott neo-noir sci-fi film Alex Proyas rendezésében, Rufus Sewell, William Hurt, Kiefer Sutherland és Jennifer Connelly főszereplésével. A forgatókönyvet Alex Proyas ötlete alapján Proyas, Lem Dobbs és David S. Goyer írta. 
A filmben Rufus Sewell egy amnéziás férfit alakít, aki, miután gyilkossággal gyanúsítják, megpróbálja felfedezni valódi személyazonosságát és tisztázni a nevét, miközben menekül a rendőrség és egy rejtélyes csoport, az "idegenek" elől.

## Cselekmény
|  | Alább a cselekmény részletei következnek! |

John Murdoch egy szálloda fürdőkádjában ébred amnéziával. Telefonhívást kap Dr. Daniel Schrebertől, aki arra biztatja, hogy meneküljön el a szállodából, hogy elkerülje a nyomában lévő csoportot, akiket úgy neveznek, hogy "az idegenek". A szobában Murdoch egy meggyilkolt nő holttestére bukkan egy véres késsel együtt. Elmenekül a helyszínről.
Frank Bumstead rendőrfelügyelő meggyanúsítja Murdochot, hogy ő a prostituáltakat gyilkoló sorozatgyilkos. Azonban Murdoch nem emlékszik arra, hogy bárkit is megölt volna. Murdoch megtudja a saját nevét, és kiderül, hogy van egy Emma nevű felesége. Amikor az idegenek utolérik, kiderül, hogy képes a valóságot akarata szerint megváltoztatni és sikerül ezt az erőt felhasználnia a szökéshez.
Murdoch az furcsa város utcáit rója, ahol senki sem veszi észre, hogy folyton éjszaka van. Éjfélkor végignézi, ahogy mindenki más elalszik, az idegenek pedig fizikailag átrendezik a várost, és Schreber segítségével megváltoztatják a lakosok személyazonosságát és emlékeit. Megtudja, hogy egy Shell Beach nevű tengerparti városból származik, amelyet mindenki ismer, bár senki sem tudja, hogyan juthat el oda. Eközben az idegenek a Murdochnak adott emlékek másolatát befecskendezik egyik emberükbe, Mr. Handbe, abban a reményben, hogy ennek segítségével Murdoch nyomára akadnak.
Bumstead felügyelő végül elkapja Murdochot, bár elismeri, hogy Murdoch valószínűleg ártatlan, mivel ekkorra már neki is megvannak a maga aggályai a város természetével kapcsolatban. Szembesülnek Schreberrel, aki elmagyarázza, hogy az idegenek, vagyis az emberi holttesteket gazdatestként használó földönkívüliek emberekkel kísérleteznek, hogy elemezzék az egyéniséget, abban a reményben, hogy ez segíthet fajuk túlélésében. Schreber azt is kideríti, hogy Murdoch egy anomália, aki véletlenül ébredt fel.
Murdoch és Bumstead elviszik Schrebert, és megpróbálnak eljutni Shell Beachre, de ehelyett a város szélén egy falon lévő plakátnál kötnek ki. Csalódottan Murdoch és Bumstead áttörik a falat, felfedve a külső teret, éppen mielőtt néhány idegen, köztük Mr. Hand, megérkezik Emmával, mint tússzal. Az ezt követő harcban Bumstead és az egyik idegen átesik a lyukon, és kisodródik az űrbe, és kiderül, hogy a várost erőtér vesz körül.
Az idegenek elviszik Murdochot a város alatti otthonukba, és arra kényszerítik Schrebert, hogy nyomja be Murdochba a kollektív emlékezetüket, mivel úgy gondolják, hogy Murdoch a kísérleteik csúcspontja. Schreber azonban elárulja őket, és ehelyett hamis emlékeket ültet Murdochba, amelyek mesterségesen visszaállítják a gyermekkorát, mint olyan éveket, amikor a hangolási képességeit gyakorolta és csiszolta, valamint megismerte az idegeneket és a gépeiket. Murdoch felébred, és mivel most már képes teljes ismeri képességeit, kiszabadítja magát, és harcol az idegenekkel, legyőzve vezetőjüket, Mr. Bookot egy pszichokinetikus harcban a város felett.
Murdoch az idegenek gépe által felerősített erejét arra használja, hogy egy valódi Shell Beachet hozzon létre azáltal, hogy az erőtéren belüli területet vízzel árasztja el és strandokat alakít ki. Hazafelé menet Murdoch találkozik a haldokló Mr. Hand-del, és közli vele, hogy az idegenek rossz helyen - az elmében - keresték az emberiség megértését. Az élőhelyet a csillag felé fordítja, amelytől elfordult, és a város először tapasztalja meg a napfényt.
Murdoch kinyitja a városból kivezető ajtót, és kilép, hogy megnézze a napfelkeltét. Az előtte lévő mólón az a nő áll, akit Emmaként ismert, aki most új emlékekkel és új személyazonossággal rendelkezik, Anna néven. Murdoch újra bemutatkozik, és elsétálnak a Shell Beachre, újrakezdve kapcsolatukat.
|  | Itt a vége a cselekmény részletezésének! |

## Szereplők
| Szereplő                 | Színész           | Magyar hang                   |
| ------------------------ | ----------------- | ----------------------------- |
| John Murdoch             | Rufus Sewell      | Anger Zsolt                   |
| Frank Bumstead felügyelő | William Hurt      | Rosta Sándor                  |
| Dr. Daniel P. Schreber   | Kiefer Sutherland | Kerekes József                |
| Emma Murdoch / Anna      | Jennifer Connelly | Zakariás Éva                  |
| Mr. Kéz                  | Richard O'Brien   | Barbinek Péter                |
| Mr. Könyv                | Ian Richardson    | Dobránszky Zoltán             |
| Mr. Fal                  | Bruce Spence      | Végh Ferenc és Bicskey Lukács |
| Eddie Walenski nyomozó   | Colin Friels      | Holl Nándor                   |
| Karl Harris              | John Bluthal      | Makay Sándor                  |
| Schreber asszisztense    | David Wenham      |                               |

## Forgatás
Proyasra hatással voltak az 1940-es és 1950-es évek film noir filmjei, mint például A máltai sólyom (1941). A filmet emellett kafkaiasnak is nevezték, és Proyas tudatos hatásként említette a The Twilight Zone című tévésorozatot. Proyas azt is szerette volna, ha a film, bár névlegesen sci-fi, de tartalmazon egy horror elemeket, hogy elbizonytalanítsa a nézőket. Miután Proyas saját maga megírta a forgatókönyv első vázlatát, felkereste Lem Dobbs-t és David S. Goyert, hogy velük fejezze be a forgatókönyvet. Goyer már korábban megírta A holló 2. – Az angyalok városa (1996) című film forgatókönyvét ami Proyas 1994-es A holló című filmjének a folytatása. Proyas azért kérte fel Goyert a Dark City társírására, mert olvasta Goyer forgatókönyvét amit a Penge című filmhez írt. 
Miután Proyas 1994-ben befejezte előző filmjét, A hollót, felkereste Patrick Tatopoulos látványtervezőt, hogy rajzolja meg a Dark City világának koncepcióját.A város teljes egészében díszleten épült fel, és a filmben nem használtak gyakorlati helyszíneket.
Mr. Kéz karakteréről Proyas így nyilatkozott: "O'Brien pedig híres volt arról, hogy hasonló karaktert játszott, mint Riff-Raff a Rocky Horror Show-ban. Amikor Proyas Londonba látogatott a film szereposztása miatt, találkozott O'Brien-nel, és alkalmasnak találta őt a szerepre.
Daniel P. Schreber, a Kiefer Sutherland által alakított karakter Daniel Paul Schreberről, egy nárcisztikus, paranoid pszichózisban, valószínűleg skizofréniában szenvedő német bíróról kapta a nevét, akinek 1903-ban megjelent önéletrajzi emlékirata (Denkwürdigkeiten eines Nervenkranken) a film cselekményének egyes elemeit ihlette. Hurtot eredetileg Dr. Schreber szerepére kérték fel. Proyas elmondta, hogy Ben Kingsley volt az egyik eredeti választás Dr. Schreber megformálására, de ő nem vállalta.
A filmet elsősorban a Fox Studios ausztráliai stúdiójában forgatták, a New Line Cinema és Proyas produkciós cége, a Mystery Clock Cinema közösen gyártotta, és az előbbi forgalmazta a filmet a mozikban. 

### Kritikai visszhang
A Rotten Tomatoes-on a film 85 kritika alapján 75%-os tetszést aratott, 6,8/10-es átlagértékeléssel. Különösen Roger Ebert támogatta a filmet, méltatta a művészeti rendezést, a díszletet, az operatőri munkát, a speciális effekteket és a fantáziát, sőt a film házi videós kiadásához audiokommentárt is készített. Néhány kritikus később megjegyezte, hogy a Dark City hasonlóságot mutat a Mátrix filmsorozattal, és hatással van rá, amelynek első része egy évvel később jelent meg, és a filmet ma már széles körben sci-fi kultikus klasszikusnak tartják.
Mivel aggódott, hogy a közönség nem fogja érteni a filmet, a New Line megkérte Proyast, hogy magyarázó narrációval egészítse ki a bevezetőt, és ő eleget tett a kérésnek. Amikor 2008-ban megjelent a film rendezői változata, a változtatások között szerepelt a nyitó narráció eltávolítása is.

### Bevételi adatok
A film a nyitóhétvégén körülbelül 5,6 millió dollárt hozott az Egyesült Államokban 1754 moziban, ez a kasszasikerlista negyedik helyére volt elég. A Dark Cityt megelőzte a tizenegyedik hete műsoron lévő Titanic, a harmadik hete műsoron lévő Nászok ásza és a tizenharmadik hete műsoron lévő Good Will Hunting című filmek. A Dark City 14 378 331 dolláros bevételt ért el az USA-ban és 12 821 985 dollárt nemzetközileg, ami világszerte 27 200 316 dolláros összbevételt jelentett.

## Fordítás
- Ez a szócikk részben vagy egészben  a   Dark City (1998 film) című angol Wikipédia-szócikk fordításán alapul.  Az eredeti cikk szerkesztőit annak laptörténete sorolja fel. Ez a jelzés csupán a megfogalmazás eredetét és a szerzői jogokat jelzi, nem szolgál a cikkben szereplő információk forrásmegjelöléseként.